# Papierfabriek De Naeyer

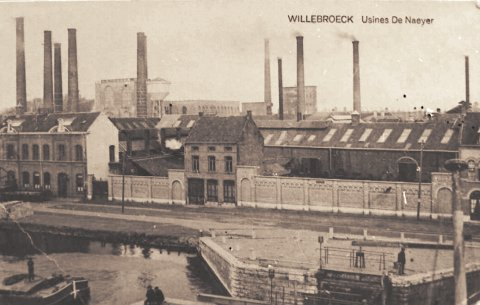
Fabrieksterreinen S.A. Denaeyer N.V. (rond 1900)

Papierfabriek De Naeyer was tussen 1860 en 2004 een papierfabriek in Willebroek in de provincie Antwerpen, België.

## 1860 - 1900
De fabriek werd opgericht in 1860 te Willebroek door Louis De Naeyer. De keuze voor de locatie hangt samen aan de nabijheid van het kanaal en de spoorweg. Het kanaal bood zowel water, dat nodig was voor de productie, als een verbinding met Brussel en via de Rupel met Antwerpen. Het sas lag vlak bij de Mechelsesteenweg, die op dat moment goed aangelegd was. Daarbij kwam de opening van de spoorlijn Mechelen - Terneuzen met een halte in Willebroek.

In de beginjaren van de fabriek was Willebroek vooral aangewezen op winsten uit de landbouw. Bij de minste mislukte oogst deed de grootste armoede haar intrede bij de inwoners. Willebroek zelf telde 4000 inwoners, de straten waren in aanleg en er was nergens volgebouwd. Met de ontwikkeling van de papierfabriek De Naeyer nam de bloei en de ontwikkeling van de gemeente toe.
In 1863 was de fabriek van papierpap in volle werking. Er werd gewerkt op basis van stro die met kalkmelk in kookketels tot pulp gerookt werd en daarna uitgewassen waardoor men een semi-chemische pulp bekwam, die gebruikt werd voor het vervaardigen van papieren voor de grafische sector. De aanvankelijke productie was acht ton per dag, 10 jaar later liep dit op tot veertig ton. 
Tijdens de Frans-Duitse Oorlog in 1870 was het stro schaars en werd De Naeyer genoodzaakt andere grondstoffen zoals riet, alfagras en hout te testen. In 1871 kreeg de Naeyer toestemming voor de opstelling van twaalf nieuwe kookketels. Hierdoor werd de papierfabriek de eerste in België die papierdeeg uit naaldhout vervaardigde.
In 1874 startte de fabriek met een eigen papierproductie op één machine en bedroeg de productie slechts vijf ton per dag. Vanaf 1878 nam dit toe en in 1888 werkte men reeds met vier machines en was de 5e in aanbouw door de eigen machine afdeling. Er werkten in die tijd 1400 werknemers in de fabriek, die woonden in door Louis De Naeyer gebouwde huizen. De gemeenteraad besliste dat de papierfabriek ter allen tijde mocht lozen, omdat ze anders gedoemd zou zijn en haar fabricage volledig zou moeten stopzetten. Er werd tijdens de gemeenteraad gesteld dat het geloosde water geen schade zou berokkenen. Indien er toch schade zou ontstaan, zouden de sociëteit De Naeyer en Cie deze dadelijk vergoeden. Louis De Naeyer was in die tijd schepen en zetelde in diezelfde gemeenteraad.
In 1893 was de vervaardiging van papier en onontplofte stoomketels de hoofdnijverheid te Willebroek en verschafte werk aan ongeveer 1750 werknemers. Een jaar later steeg dit tot 2000 werknemers.

## 1914 - 1949
In 1914 werd de bevoorrading van grondstoffen onmogelijk door het sluiten van de grenzen en door militaire acties. Tijdens de bezetting werd de fabriek zo zeer beschadigd dat zij alle activiteiten moest stopzetten. Twee van de drie papiermachines werden vernield, evenals twee van de drie kalanders (om het papier glad te maken), twee vellensnijmachines, een rollensnijmachine en alle ander klein materieel. De magazijnen werden leeggeroofd en de stoomketels stuk geschoten. De grote turbine werd weggehaald en een andere werd stuk geschoten. De grote stenen schouw werd gebombardeerd. 
In 1920 startte de heropbouw, deze nam vier jaar in beslag. Pas in 1929 draaide de fabriek weer op volle capaciteit, om kort daarop echter getroffen te worden door de economische crisis die overwaaide vanuit de VS. Het duurde tot 1935 vooraleer enige verbetering kon worden waargenomen. De jaarproductie was ongeveer acht ton met 325 werknemers.
In 1939 werd de fabriek stilgelegd door een tekort aan werknemers als gevolg van de tweede fase van de algemene mobilisatie voor de Tweede Wereldoorlog. 72 procent van het personeel werd opgevorderd.
Tussen 1940 en 1945 werd de fabriek zwaar beschadigd door bombardementen waarbij de grote branden ontstonden in de papier- en houtvoorraden. Op het einde van de oorlog was slechts één machine klaar om te gebruiken, maar door een wet gestemd in oktober 1942 moesten bedrijven waarbij de schade hoger was dan 25 procent blijven stilliggen.
Na een trage opstart werkte men in 1947 terug met 140 werknemers en was de productie gestegen tot vier ton per jaar. Het zou tot 1949 duren vooraleer de bevoorrading kon worden genormaliseerd.

## 1950 - 1979
Begin jaren '50 ontstond een nieuwe crisis in de internationale papiermarkt, waardoor zowel de vraag naar als de prijzen van papier sterk daalden. 
Vanaf 1954 normaliseerde de markt en kon de fabriek De Naeyer weer aan een opmars beginnen. Er werden nieuwe machines aangekocht en een nieuwe hal bijgebouwd. Zij ontvingen in die periode de schadevergoeding van de opgemeten oorlogsschade.
De jaren '60 werden vooral gekenmerkt door expansie en economische groei. De fabriek werd een papierbedrijf met wereldfaam.
Het was in deze tijd dat het honderdjarig bestaan van de fabriek rijkelijk gevierd werd.
Op het eind van 1974 ontstond een algemene crisis die de fabriek zwaar trof. De concurrentie uit het Oostblok en Italië deden de prijzen tot wel 30 procent dalen. 
In 1977 was er nog geen verbetering merkbaar en leidde een reorganisatie tot 260 ontslagen.

## Faillissement
In 1983 werden ingrijpende maatregelen getroffen zoals een verandering in de raad van bestuur en beheerders van de fabriek. Hoewel het ogenschijnlijk even beter ging, werd tijdens een algemene vergadering op 24 september 1985 een verlies van 309 miljoen Belgische frank opgetekend. Na een lange strijd met banken en kredietverleners werd toch het faillissement aangevraagd. 
Op 20 mei 1986 werd een overeenkomst gesloten en een nieuw bedrijf opgericht: "DENAEYER PAPIER NV" en zou deel uitmaken van de Nederlandse groep Van Gelder Papier.

## Onder Nederlands beleid
Onder het Nederlands bedrijf produceerde de nieuwe fabriek zo'n 25 ton per jaar en het aantal papiermachines werd gereduceerd. Er waaide een nieuwe wind binnen het bedrijf en de mentaliteit was opperbest. Er werd een gemoedelijke sfeer gecreëerd die ervoor zorgde dat de werknemers zich extra inzetten.
In 1986 kon de groep Van Gelder zijn winst bijna verdubbelen dankzij DENAEYER Papier.
Vanaf 1992 zakten de winsten van de groep Van Gelder dramatisch door overcapaciteit en een zeer laag prijsniveau. In 1995 leidde dit zelfs tot afvloeiingen van 230 werknemers. DENAEYER papier werd hiervan gespaard. 
In 1998 werd het hoofdstuk groep Van Gelder afgesloten en werd een nieuw hoofdstuk aangevat voor de fabriek. Ze werd een naamloze vennootschap met maatschappelijk zetel te Willebroek. Men slaagde er echter niet in dit tot een succes te brengen en in 1999 werd een overname aangekondigd.

## De Italianen en sluiting
Op 30 juli 1999 nam de Italiaanse groep ERMOLLI een meerderheidsbelang in DENAEYER PAPIER NV. 
Door de stijgende prijs van cellulose werden er in 1999 enkel verliezen geboekt en was een reorganisatie aan de gang.
Er vielen geen ontslagen, wel natuurlijke afvloeiingen waardoor het aantal werknemers gereduceerd werd. Alle interim- en stagecontracten werden niet verlengd en het personeelsbestand werd van 220 herleid naar ongeveer 179 werknemers.
Op 26 april 2000 volgde een eerste aanvraag tot faillissement, maar deze werd in 2002 opgeschort. Men begon te werken aan een herstel. Desondanks sloot de fabriek op 26 april 2004 definitief haar deuren.

## Project Denaeyer
Op de historische site De Naeyer is de vanaf begin 2017 bouwbedrijvigheid merkbaar. Een groot deel van de oude fabriek werd gesloopt, de grond werd gesaneerd en een nieuwe verkaveling neemt stilaan vorm. Er wordt aandacht gegeven aan de beschermde watertoren waarrond men een centraal plein zal voorzien. Het oude kantoorgebouw zal worden gerenoveerd en beide zullen een belangrijke plaats innemen in het geheel.

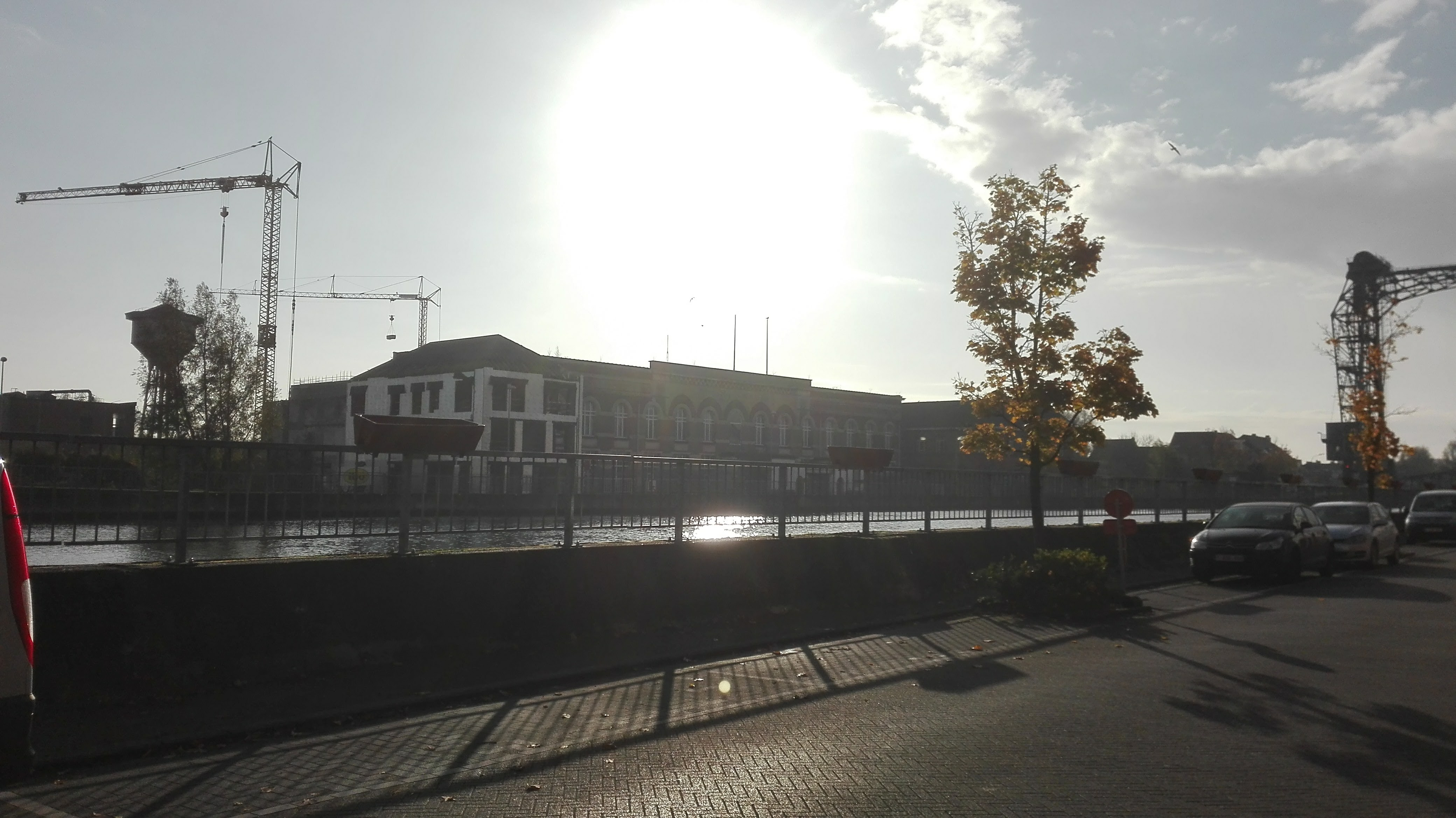
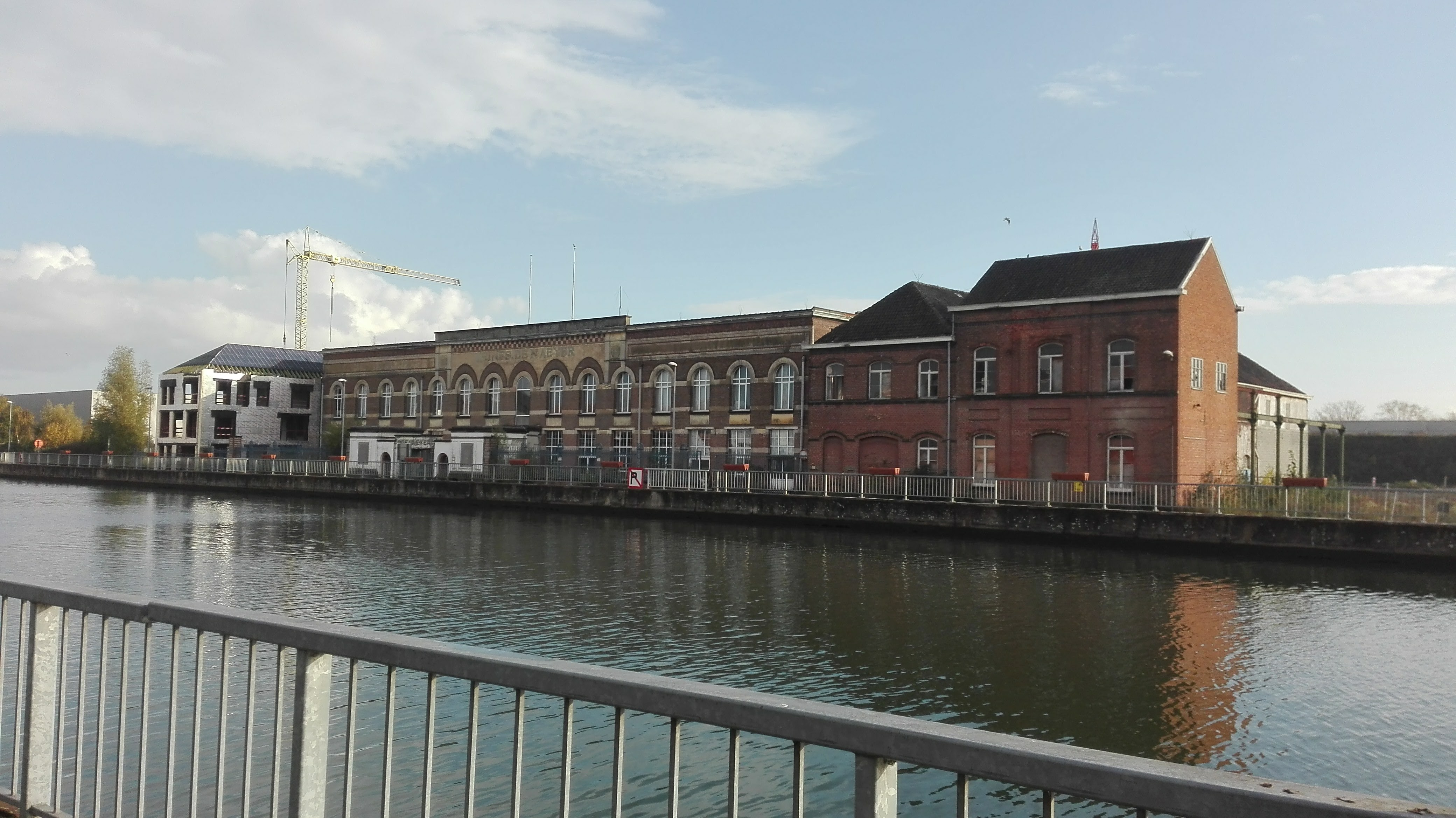